# Alois Achatz
Alois Achatz (* 1964 in Kaikenried) ist ein deutscher Bildhauer, Grafiker und Objektkünstler. Als Fotograf beschäftigt er sich hauptsächlich mit der Technik der Heliogravüre.

## Leben
Alois Achatz besuchte von 1985 bis 1988 die Berufsfachschule für Holzbildhauerei in Oberammergau. Von 1990 bis 1996 studierte er Bildhauerei bei Hubertus von Pilgrim an der Akademie der Bildenden Künste München.
Achatz lebt und arbeitet freischaffend in Regenstauf.

## Preise / Stipendien (Auswahl)
- 1992 Stipendium Druckgrafik, Aberdeen / Schottland
- 1997 Stipendium am Virginia Center for the Creative Arts / USA
- 1997 Debütantenförderung der Bayerischen Staatsregierung
- 2002 Neumüller – Stipendium, Stadt Regensburg
- 2017 Kulturpreis des Landkreises Regensburg[1]

## Ausstellungen (Auswahl)
- 2001 „relate“, Junge Kunst 1999–2001, Weiden[2]
- 2008 „Tafelbilder“, Alte Pfarrkirche St. Jakobus in Ihrlerstein[3]
- 2009 „Enthüllung der Anwesenheit“; Museum St. Ulrich, Regensburg
- 2009 „Camera Obscura“, Symposium Amberg[4]
- 2010 „Schwarze Kunst“, Galerie im Gasteig, München[5]
- 2011 „Veritas + Vita = Ars“, Santa Maria degli Angeli, Rom[6]
- 2012 „Querfeld“, Stadtgalerie Alte Feuerwache; Amberg[7]
- 2013 „WeltMenschWelt“; Kunstmuseum Erlangen[8]
- 2013 „Sichten“; Kubin-Haus, Zwickledt[9]
- 2016 Kunstverein Landshut[10]
- 2018 "Druckgrafik", badisches kunstforum, Ebringen[11]

## Öffentliche Sammlungen (Auswahl)
Sammlung Pinakothek, Kunstsammlung des Bistums Regensburg, Sammlung des Bezirks Oberpfalz